# Kassandra
Kassandra é uma telenovela venezuelana produzida pela Produtora Coral para a RCTV, e exibida originalmente entre 8 de outubro de 1992 a 11 de maio de 1993, em 150 capítulos. Foi escrita por Delia Fiallo, e dirigida por Grazio D'Angelo e Olegário Barrera. Protagonizada por Coraima Torres e Osvaldo Ríos, e antagonizada por Henry Soto, Nury Flores e Loly Sánchez.
Está disponível gratuitamente, completa e dublada, no canal da RCTV no YouTube.

## Sinopse
Andreina Arocha, filha de um dos homens mais poderosos de sua cidade, vive com seu pai e Hermínia, sua madrasta. Hermínia, que tem dois filhos gêmeos do primeiro casamento,Luiz David e Inácio, está interessada que a fortuna do marido passe em parte para seu mimado filho, Inácio, e trata com indiferença a enteada.
Andreina é apaixonada por Ernesto, um jovem médico e amigo de seu pai. Mais tarde descobre-se que Andreina está doente e têm pouco tempo de vida. O seu pai pede a Ernesto que se case com sua filha para que a mesma seja feliz no pouco tempo que lhe resta de vida. Andreina se casa com Ernesto e logo engravida dando à luz uma menina, mas morre após o parto. Ernesto também falece num acidente aéreo quando viajava para fazer um curso de especialização no exterior, deixando a filha recém nascida órfã.
Hermínia, que planejava ficar com toda a fortuna do marido, resolve se livrar do bebê de Andreina com a ajuda do empregado Matias. Ao saber que no acampamento dos ciganos há uma criança morta decide trocar os bebês e assim seu filho será o único herdeiro de Alfonso. A criança morta é neta da cigana Dorinda, a mesma que previu o futuro de Andreina: os bebês são trocados e o circo parte da cidade levando a verdadeira filha de Andreina e deixando para trás um segredo que poucos conhecem. Apenas Ofélia, a melhor amiga de Andreina, desconfia da troca dos bebês.
Dezoito anos se passam e novos personagens são introduzidos na casa dos Arocha: Rosaura, a amarga e ambiciosa filha de Matias; Inácio (agora crescido) que se tornou um homem vil, egoísta e fútil; Shabella, filha ilegítima de um romance entre Inácio e Rosaura, uma menina mimada e arrogante, que fora criada como se fosse da família, apesar do pai nunca tê-la assumido; e Gema, irmã da avó de Kassandra, uma solteirona amável e muito inteligente que fora acolhida por Alfonso, mas é sempre humilhada por Shabella e Hermínia.
O circo retorna ao povoado e nele Kassandra cresceu e se tornou uma bela mulher. Segundo a tradição cigana,Kassandra prometeu a mão dela em casamento para Randu, um jovem homem bruto que é o líder da tribo.
Logo no dia do desfile do circo, Kassandra passa os olhos em outro homem. Seus olhos se encontram e tornam-se bloqueados em uma forte atração mútua. O homem é Luis David, um dos filhos gêmeos de Herminia. Mais tarde, os dois se encontram diversas vezes com a ajuda do cigano Glinka nas montanhas, onde eles compartilham um momento mágico onde Kassandra tem seu primeiro beijo. No dia seguinte, tomado pelo medo que o peso da tradição cigana pudesse fazer mal à Kassandra, Luis David deixa a cidade sem se despedir.
Nesse meio tempo, Rosaura descobre o segredo de Matias e Hermínia e passa a ser cúmplice dos dois, na esperança de que possa por parte da herança em nome de Shabella em algum momento. Tempos depois, com a ajuda de Ofélia, Gema e Alfonso também descobrem a verdadeira identidade de Kassandra.
A cigana, no entanto, vive em seu mundo do circo sem saber de absolutamente nada e vive angustiada pelo sumiço de Luiz David e pela aproximação de seu casamento com o violento Randu, sendo consolada por Simon e Tomás, dois artistas do circo e grandes amigos dela. Tomás nutre uma paixão secreta por Kassandra.
Não muito tempo depois, seu irmão gêmeo Ignacio descobre que Kassandra é a verdadeira herdeira da fortuna da família Arocha, então arma truques para casar com ela com a ajuda da mãe. A primeira noite da sua lua-de-mel é fatídica, Ignacio é morto por Rosaura após uma discussão, mas Kassandra acha que ele a deixou. Em um esforço para descobrir o assassino de seu irmão, Luis David assume a identidade de Ignacio. Suas suspeitas caem sobre Kassandra, a bela jovem cigana que conhecia o seu marido de forma breve e que agora acredita que Luis David é seu marido
Com ódio pelo casamento de Kassandra, Randu vai embora da cidade com os ciganos, deixando para trás Glinka, Tomás, Marcelino (dono do circo, já velho e doente) e Simon, que passam a viver na casa de Ofélia com sua filha doente, Lilia Rosa, que mais tarde se apaixona por Glinka. Ambas foram abandonadas por Roberto há muitos anos, médico que volta a aparecer na cidade agora comprometido com Gema, a melhor amiga de Ofélia.
Nesse meio tempo, mais personagens são inseridos na novela: Manrique, o poeta e advogado que ama Kassandra acima de tudo e Roberto, o ex-marido de Ofélia.
Rosaura, despeitada por ter sido trocada por uma cigana, arma para que a mesma seja incriminada, implantando provas para que Luiz David acredite que Kassandra é a culpada. Durante todo o período de investigação, por mais que acredite que sua amada é a assassina de seu irmão, Luiz David vive um dilema entre entregá-la ou esquecer tudo para viver ao seu lado. Nesse meio tempo, Kassandra se descobre grávida de Inácio e depois de muito relutar, perdoa Inácio/Luiz David e passa a querer criar seu filho junto ao suposto marido. Eis que quando Luiz David se conforma em não denunciá-la Hermínia volta de viagem e Rosaura o obriga a falar para a mãe que seu filho favorito está morto. Alfonso tem um derrame  e fica paralisado na cama sem poder falar ou se mover.
Kassandra é acusada com as provas que Luiz David havia mandado para o departamento de criminalística e mais tarde, presa. Com raiva de Luiz David, diz que matou Inácio apenas para magoá-lo. No decorrer de brigas e angústias, Kassandra dá a luz à criança, mas a mesma nasce muito doente. Randu volta para a cidade agora como um grande magnata e paga a fiança de Kassandra, permitindo que Manrique a liberte. Desesperado para salvar Kassandra de sua condenação, Luiz David a sequestra junto ao filho, que morre durante a viagem, fazendo com que a mesma o odeie ainda mais.
Gema descobre que Roberto é o homem que abandonou Ofélia e Lilia Rosa e desmancha seu noivado, além de obrigá-lo a voltar para as duas. Roberto descobre que Ofélia tem uma doença terminal e que não pode salvá-la. Alfonso morre, deixando uma carta que revela toda a verdade com Matias, que a esconde uma vez que tem medo das vilãs que se tornaram sua filha e neta. Luiz David está cada vez mais obcecado por Kassandra e tem ataques de ciúmes muito similares aos que Randu demonstrava no começo da trama. Por vingança, Kassandra decide colocar-lhe ciúmes para que sofra.
Começa o julgamento de Kassandra e depois de muitas reviravoltas, Luiz David - ainda pensando que Kassandra é a culpada - se acusa pensando estar salvando-a e vai preso em seu lugar. Na cadeia, descobre que o conteúdo da carta dada à Matias por Alfonso revela a verdadeira assassina de seu irmão. Enquanto isso, Kassandra é consumida por sua tristeza uma vez que cai em si e se descobre ainda apaixonada por Luiz David, mas agora sofre por acreditar que ele tenha sido o assassino de seu próprio irmão e tenha tentando incriminá-la. Ofélia morre antes de poder depor a favor de Kassandra no processo que define seu parentesco com Alfonso, deixando Lilia Rosa já grávida de Glinka.
Após fugir da cadeia, Luiz David invade a cerimônia de casamento de Kassandra e Manrique armado e a obriga à se casar com ele, levando-a para uma ilha deserta logo em seguida. Na cabana, os dois percebem que ainda se amam e tem sua primeira noite juntos. Por conta de um ferimento feito por Randu durante a fuga, Luiz David têm febre alta e entre seus delírios, confessa que apenas se declarou culpado para salvar Kassandra da prisão. A polícia encontra os dois e Luiz David volta para a prisão depois de ser tratado e Kassandra se recusa a anular seu casamento com ele. Randu, percebendo que sua amada só será feliz estando com seu rival, vai atrás de Calunga para fazê-lo confessar que a verdadeira assassina é Rosaura, afim de inocentar Luiz David e Kassandra. Matias entrega a carta de Alfonso para Kassandra. Rosaura tenta matar Kassandra, mas Randu entra em sua frente e morre em seu lugar. Luiz David e Kassandra finalmente terminam juntos.

## Elenco
- Coraima Torres ... Kassandra Rangel Arocha de Contreras / Andreina Arocha de Rangel
- Osvaldo Rios ... Ignacio Contreras / Luis David Contreras
- Henry Soto ... Randu
- Raul Xiques ... Alfonso Arocha
- Carmencita Padron ... Ofelia Alonso
- Nury Flores ... Herminia Arocha
- Esperanza Magaz ... Dorinda
- Carlos Arreaza ... Tomas
- Alexander Milic ... Matias Osorio
- Hylene Rodriguez ... Lilia Rosa Alonso
- Ivan Tamayo ... Hector Quintero
- Loly Sanchez ... Rosaura Osorio
- Fernando Flores ... Simon
- Veronica Cortez ... Yaritza
- Juan Frankis ... Marcelino
- Erika Medina ... Isabel
- Rafael Romero ... Glinka
- Cecilia Villarreal ... Gema Salazar
- Roberto Moll ... Manrique Alonso
- Mimi Sills ... Elvira Alonso
- Manuel Escolano ... Roberto Alonso
- Miguel de León … Ernesto Rangel
- Saul Martinez ... Doutor
- Nelly Prigoryan ... Verushka
- Lupe Barrado
- Ron Duarte
- Pedro Duran ... Calunga
- Eduardo Gadea Perez ... Judge
- Margarita Hernandez ... Norma De Castro
- Maria Hinojosa
- Felix Landaeta ... Juiz Carrion
- Frank Moreno
- Julio Mujica
- Jose Oliva ... Juiz Olivera
- Carlos Omana

## Exibição no Brasil
A telenovela foi exibida pelo SBT entre 5 de janeiro e 14 de julho de 2000, em 138 capítulos, inaugurando a sessão Tarde de Amor substituindo Além da Usurpadora e sendo substituída por Sigo Te Amando.
Teve 8.17 pontos de média geral, um sucesso para o SBT.

## Exibição em Portugal
Foi exibida na TVI em 1995, na hora do almoço, antes do TVI Jornal.
A sua 1ªreprise ocorreu em 1997, na hora do almoço.

## Curiosidades
- A novela possui duas dublagens. Uma da década de 1990 pela Megassom e outra na década de 2000 pela Herbert Richers.
- Bateu grandes recordes de audiência em seu país e chegou a ser vendida para mais de 128 países.

## Outras versões
Kassandra é baseada na novela Peregrina de Delia Fiallo, que originalmente era um livreto para radionovela. Posteriormente, outras versões foram feitas:
- Peregrina, telenovela venezuelana produzida pela Venevisión em 1973, protagonizada por Rebeca González, José Bardina e José Luis Silva.
- La muchacha del circo, telenovela venezuelana produzida pela RCTV em 1989, protagonizada por Catherine Fulop e Fernando Carrillo, mas por problemas jurídicos, esta telenovela interrompeu suas gravações.
- Zíngara, telenovela argentina produzida em 1996 tem tramas parecidas a esta história. Foi protagonizada por Andrea Del Boca e Gabriel Corrado.
- Peregrina, telenovela mexicana produzida por Televisa em 2005, pela produtora Nathalie Lartilleux, dirigida por Miguel Córcega e Víctor Rodríguez e protagonizada por África Zavala e Eduardo Capetillo.